# الحرة (المهد)
الحرة، قرية من قرى محافظة المهد، والتابعة لمنطقة المدينة المنورة في السعودية. تقع في جنوب شرق المدينة المنورة، وتبعد عنها بمسافة تقارب ( ) كيلو متر، وعن مهد الذهب بمسافة تقارب ( ) كيلو متر.

## مركز الحرة
مركزالحرة: هو من مراكز فئة (ب)
الموقعيقع المركز في الجزء الجنوبي من محافظة المهد .
المساحةتبلغ مساحته (745كم2)، وتمثل 3,04% من مساحة المحافظة، ويأتي في المرتبة العاشرة..
السكانيبلغ عدد سكانه (1308) نسمة، ويأتي في المرتبة العاشرة.
بعد المركز عن المحافظةيقع المركز على بعد (150كم) من المحافظة، والطريق المؤدي إليها إسفلتي وترابي، ويعتبر المركز في المرتبة العاشرة من حيث القرب من مقر المحافظة..